# Замок в Венецье
За́мок в Вене́цье (пол. Zamek w Wenecji) — средневековый замок в селе Венецья, входящем в состав городской гмины Жнин (Польша, Куявско-Поморское воеводство). Замок сохранился в виде руин. Сейчас руины замка в Венецьи являются филиалом Музея палуцкой земли (пол. Muzeum Ziemi Pałuckiej), расположенного в Жнине.
Замок был основан в 1390 году. В 1420 году тогдашний владелец Миколай Помян (пол. Mikołaj Pomian) продал замок архиепископу Гнезно, после чего замок подвергся перестройке и был превращён в епископскую резиденцию. Предположительно, в XV веке замок использовался как место заточения сторонников гуситского движения. Однако уже в конце XV века замок был заброшен и частично разобран. В XIX веке руины замка стали привлекать любителей истории. После Второй мировой войны в замке были проведены археологические исследования.